# Ascotis fortunata wollastoni
Ascotis fortunata wollastoni é uma subespécie de insetos lepidópteros, mais especificamente de traças, pertencente à família Geometridae.
A autoridade científica da subespécie é Bethune-Baker, tendo sido descrita no ano de 1891.
Trata-se de uma subespécie presente no território português.